# Киселёвское сельское поселение (Красносулинский район)
Киселёвское сельское поселение — муниципальное образование в Красносулинском районе Ростовской области.
Административный центр поселения — село Киселёво.

## Административное устройство
В состав Киселёвского сельского поселения входят:
- село Киселёво,
- хутор Бобров,
- хутор Богненко,
- посёлок Закордонный,
- хутор Коминтерн,
- хутор Личный Труд,
- село Павловка,
- хутор Первомайский,
- хутор Петровский,
- село Ребриковка,
- хутор Украинский,
- хутор Черников,
- хутор Шахтенки.

## Население
| 2010  | 2012  | 2013  | 2014  | 2015  | 2016  | 2017  |
| ----- | ----- | ----- | ----- | ----- | ----- | ----- |
| 2830  | ↘2774 | ↘2664 | ↗2667 | ↘2645 | ↘2565 | ↘2521 |
| 2018  | 2019  | 2020  | 2021  |       |       |       |
| ↘2502 | ↘2495 | ↗2515 | ↗2668 |       |       |       |